# شورش زندان اکاریگوا
شورش زندان اکاریگوا (انگلیسی: Acarigua prison riot) در ۲۴ مه ۲۰۱۹ توسط گروهی از زندانیانی که در زندان پلیس اکاریگوا، ایالت پورتوگسا، ونزوئلا محبوس بودند به‌وقوع پیوست. شورش زمانی شروع شد که یکی از زندانیان به نام ویلفرید راموس در پی ۱۰ روز اعتراضاتی که به خاطر ندادن حق ملاقات با خویشاوندان بود، کشته شد.

## تلفات
دست‌کم ۲۹ زندانی مرد توسط شلیک کشته شدند. چندین جسد به سرشان شلیک شده و بدن ویلفرید راموس کاملاً نابود شده بود، به‌طوری که از طریق چهره قابل شناسایی نبود و فقط از طریق خالکوبی‌ها شناسایی شد. ۱۹ زندانبان نیز مجروح شدند.